# Lou Strenger
Lou Strenger (* 1992 in Ludwigsburg) ist eine deutsche Schauspielerin und Hörspielsprecherin.

## Leben
Lou Strenger wurde 1992 im baden-württembergischen Ludwigsburg geboren und studierte von 2012 bis 2016 Schauspiel an der Hochschule für Musik und Theater „Felix Mendelssohn Bartholdy“ Leipzig. Im Rahmen ihres Studiums war sie zwei Jahre lang Mitglied des Schauspielstudios am Schauspiel Köln und stand unter anderem in Inszenierungen von Stefan Bachmann, Simon Solberg und Robert Borgmann auf der Bühne. Im Jahr 2018 wurde Strenger mit dem Publikumspreis Gustaf ausgezeichnet und in der Kritikerumfrage der Welt am Sonntag zur „Besten Schauspielerin in Nordrhein-Westfalen“ gewählt.
Am Düsseldorfer Schauspielhaus war Strenger als Julia in Romeo und Julia, als Jessica in Der Kaufmann von Venedig, als Polly in Die Dreigroschenoper, als Clara in Der Sandmann und als Alice im Musiktheaterstück Alice zu sehen. In der Spielzeit 2022/23 übernahm sie die Rolle der Sally Bowles in Cabaret nach der Regie von André Kaczmarczyk. Neben ihrem Engagement in Düsseldorf gastierte Strenger am Staatsschauspiel Dresden, am Staatstheater Nürnberg und der Neuköllner Oper.
In der Filmbiografie Brecht von Heinrich Breloer, die 2019 bei der Berlinale ihre Premiere feierte, war sie neben Tom Schilling in der Titelrolle als junge Helene Weigel zu sehen. Drei Jahre später wurde dort Axiom von Jöns Jönsson gezeigt, in dem Strenger in einer Nebenrolle zu sehen war. In der Miniserie Höllgrund war sie im gleichen Jahr in einer Hauptrolle zu sehen und spielte auch im Fernsehzweiteiler Alice. In der Filmkomödie Seid einfach wie ihr seid von Alice Gruia erhielt Strenger ebenfalls eine Hauptrolle und spielt Willie. Der Film feierte am 26. Januar 2023 beim Filmfestival Max Ophüls Preis Premiere.
Regelmäßig ist Strenger auch als Sprecherin von Hörspielproduktionen und Features des WDR, SWR, NDR, HR und Deutschlandfunk zu hören.

## Filmografie
- 2015: Das richtige Leben
- 2019: Brecht
- 2020: Frieden (Fernsehserie, 4 Folgen)
- 2021: Le pré du mal (Kurzfilm)
- 2022: Axiom
- 2022: Höllgrund (Miniserie)
- 2022: Alice
- 2022: Horst Lichter – Keine Zeit für Arschlöcher
- 2023: Tatort: Abbruchkante
- 2023: Wir sind die Meiers (Fernsehserie)
- 2023: Eher fliegen hier UFOs (Fernsehfilm)
- 2024: Wer ohne Schuld ist (Fernsehfilm)
- 2024: SOKO Köln: Der tote Hund (Fernsehserie)
- 2024: Bettys Diagnose: Alle für eine (Fernsehserie)

## Hörspiele (Auswahl)
Die ARD-Hörspieldatenbank enthält (Stand: Januar 2023) für den Zeitraum von 2018 bis 2022 insgesamt 68 Datensätze, in denen Lou Strenger als Sprecherin geführt wird.
- 2018: Andrea Oster, Ulrich Noller: Sofias Krieg. Der Terror in den Köpfen (8 von 20 Folgen) (Sofia) – Regie: Thomas Leutzbach (Original-Hörspiel – WDR)
- 2019: Volker Präkelt: Der fünfte Engel. Mansons Movie Ranch (Summer) – Regie: Volker Präkelt, Janine Lüttmann (Originalhörspiel – NDR)
- 2020: Lisa Sommerfeldt: wing.suit, Regie: Matthias Kapohl, Hörspiel WDR 2020[5]
- 2020: Volker Kutscher: Der stumme Tod. Die Hörspielserie zu Babylon Berlin (zwei-, drei- und sechsteilige Fassung) (Luise) – Bearbeitung und Regie: Benjamin Quabeck (Hörspielbearbeitung, Kriminalhörspiel – WDR/RB/RBB)
- 2021: Alexander von Lukowitz, Benjamin Quabeck: Antikammer (4 Teile) – Regie: Benjamin Quabeck (WDR)[6]
- 2021: Tom Peuckert: Preußen. Im Kopf (4 Teile) (Feministin) – Regie: Jörg Schlüter (Originalhörspiel – WDR)[7]
- 2022: Anne-M. Keßel: Anne Bonny. Die Piratin. Echte Story der Seeräuberin (8 Teile) (Anne Bonny) – Realisation und Regie: Martin Zylka (Originalhörspiel – WDR)[8]
- 2022: Simone Buchholz, Mareike Fallwickl, Berit Glanz, Karen Köhler: 10 Atemzüge. Hörspielserie in 10 Folgen (Chris) – Regie: Silke Hildebrandt (Originalhörspiel – HR)

## Musical / Theater
- Die Dreigroschenoper, Rolle Polly, Düsseldorfer Schauspielhaus
- Der Sandmann, Rolle Clara, Düsseldorfer Schauspielhaus
- Alice, Rolle Alice, Düsseldorfer Schauspielhaus
- Cabaret, Rolle Sally Bowles, Düsseldorfer Schauspielhaus

## Auszeichnungen
Filmfestival Max Ophüls Preis 2023
- Nominierung als Bester Schauspielnachwuchs (Seid einfach wie ihr seid)[9]